# دی‌فباربامات
دی‌فباربامات (INN) یک آرام بخش از خانواده باربیتورات‌ها و کاربامات‌ها است که در اروپا به عنوان جزئی از فرمولاسیون دارویی ترکیبی به نام تترابامات ( آتریوم ، سوریوم ) استفاده می شود.

## همچنین ببینید
- فباربامات